# Франц I (імператор Священної Римської імперії)
Фра́нц I Стефан (фр. François Ier du Saint-Empire, нім. Franz I. Stephan; 8 грудня 1708 — 18 серпня 1765) — герцог Лотаринзький (під іменем Франц III) (1729–1737), великий герцог Тосканський (1737–1765), імператор Священної Римської імперії (1745–1765). Засновник лотаринзької гілки німецьких Габсбургів.

## Життєпис

### Ранні роки
Франц Стефан з'явився на світ 8 грудня 1708 року в палаці герцогів Лотарингії у місті Нансі (сучасна Франція). Він був четвертим сином і дев'ятою дитиною в родині герцога Лотарингії Леопольда Йосифа та його дружини Елізабети Шарлоти Орлеанської. На момент народження хлопчика живими залишились два його брати та дві сестри. Згодом сім'я поповнилася ще чотирма дітьми.
Через бабусю з батьківської лінії Елеонору, дочку імператора Фердинанда III, і жінку діда Карла Леопольда Лотаринзького, вони були споріднені з Габсбургами.
Імператор Священної Римської імперії Карл VI Габсбург мав намір одружити свою дочку Марію-Терезію зі старшим братом Франца — Клементом. Однак, той влітку 1723 року помер від натуральної віспи, тоді як Франц успішно перехворів нею. Новим спадкоємцем герцозького трону став Франц Стефан. Леопольд попросив у імператора руки Марії-Терезії вже для нього. Карл VI погодився, хоч із деяким незадоволенням, оскільки Франца виховувала мати на французький манер, і він був менш серйозним і врівноваженим, ніж його старший брат.
У серпні 1723 року Франц Стефан був представлений Карлу VI, коли той знаходився на полюванні в Чехії. 15-річний юнак справив на імператора гарне враження. У грудні принц оселився у Відні при дворі. Там він мав довершити свою академічну та військову підготовку. Люб'язними манерами, веселою вдачею та жвавими розмовами хлопець прихилив до себе всіх членів імператорської родини. На полюванні він був майже постійним супутником імператора.

### Герцог Лотаринзький
1729 року загинув герцог Леопольд, і Франц Стефан успадкував трон Лотаринзького герцогства. Він став правителем під іменем Франца III та повернувся до Нансі, щоб перебрати володарювання на себе. Із наполегливим завзяттям він почав вникати у державні справи, але було зрозуміло, що довго на батьківщині він не затримається.
З квітня 1731 року герцог подорожував Європою. Відвідав Австрійські Нідерланди, Голландію та Англію. Повернувшись на материк, через Ганновер та Брауншвейг, попрямував до Берліна. Там він був присутнім на заручинах кронпринца Фрідріха із Єлизаветою Брауншвейзькою. У Бреслау юнак отримав гарну звістку, що імператор призначив його губернатором Угорського королівства. Наприкінці травня 1732 року Франц Стефан повернувся до Відня.

### Шлюб із Марією-Терезією
Після смерті Клемента, Франца забрали до Відня в намірі одружити його пізніше з Марією-Терезією і між ними з'явилася реальна прихильність. 12 лютого 1736 року Франц і Марія-Терезія були одружені, після чого вони на короткий час переїхали до Флоренції, де Франц отримав у спадщину герцогство по смерті Гастона де Медічі — останнього з цієї династії. 13 вересня 1745 року його дружина Марія-Терезія отримала трон Священної Римської імперії після Карла VI, і вона зробила Франца регентом її спадкових володінь.
У Марії-Терезії і Франца І було шістнадцять дітей. Нащадки Франца І та Марії Терезії були Габсбург-Лотарингськими.

## Родина
Дружина — Марія-Терезія
Діти:
- Марія Єлизавета (ерцгерцогиня)
- Марія Анна (ерцгерцогиня)
- Марія Кароліна (ерцгерцогиня)
- Йосиф ІІ, імператор Священної Римської Імперії
- Марія Христина, герцогиня Тешенська
- Марія Єлизавета (ерцгерцогиня)
- Карл Йосиф
- Марія Амалія, герцогиня Пармська
- Леопольд II (імператор Священної Римської імперії)
- Марія Кароліна
- Марія Йоганна
- Марія Жозефа
- Марія Кароліна, королева Сицилії
- Фердинанд, герцог Моденський
- Марія Антонія, королева Франції
- Максиміліан Франц, архієпископ Кельнський